# Copa de la República 1943
La Copa de la República 1943 fue la primera edición de ese torneo oficial del fútbol argentino. Participaron 35 clubes de todo el país. Fue conquistada por San Lorenzo de Almagro, que venció en la final a General Paz Juniors

## Equipos participantes

### Primera División
| Atlanta          | Banfield           | Boca Juniors            | Chacarita Juniors |
| Estudiantes (LP) | Ferro Carril Oeste | Gimnasia y Esgrima (LP) | Huracán           |
| Independiente    | Lanús              | Newell's Old Boys       | Platense          |
| Racing Club      | Rosario Central    | River Plate             | San Lorenzo       |

### Ligas regionales
| Argentinos del Norte | Central Argentino (LB)    | Colón         | General Paz Juniors |
| Independiente (J)    | Lipton                    | Nacional VSP  | Patronato           |
| Puerto Comercial     | Regional                  | Quilmes (MdP) | Rioja Juniors       |
| San Martín (SJ)      | San Martín (T)            | Sarmiento (C) | Sarmiento (J)       |
| Sportivo Bella Vista | Sportivo Estudiantes (SL) | Tráfico       |                     |

## Fase preliminar
Participaron de ella un total de 19 equipos indirectamente afiliados a la Asociación del Fútbol Argentino, distribuidos en 4 grupos dependiendo de su ubicación geográfica, y los 16 equipos de Primera División, divididos en 4 llaves.

### Grupo A
Conformado por equipos de las provincias de Jujuy, Salta, Santiago del Estero y Tucumán.
|  | Primera ronda                    | Primera ronda                                  | Primera ronda                      |                             |   | Segunda ronda   | Segunda ronda   | Segunda ronda   |  |                                    | Tercera ronda   | Tercera ronda   | Tercera ronda   |  |
|  | 14 de noviembre                  | 14 de noviembre                                | 14 de noviembre                    |                             |   | 21 de noviembre | 21 de noviembre | 21 de noviembre |  |                                    | 28 de noviembre | 28 de noviembre | 28 de noviembre |  |
|  |                                  |                                                |                                    |                             |   |                 |                 |                 |  |                                    |                 |                 |                 |  |
|  |                                  |                                                |                                    |                             |   |                 |                 |                 |  |                                    |                 |                 |                 |  |
|  |                                  |                                                |                                    |                             |   |                 |                 |                 |  |                                    |                 |                 |                 |  |
|  |                                  |                                                |                                    |                             |   |                 |                 |                 |  |                                    |                 |                 |                 |  |
|  |                                  |                                                |                                    |                             |   |                 |                 |                 |  |                                    |                 |                 |                 |  |
|  |                                  | Bandera de la Provincia de Tucumán             | San Martín (T)                     | 5                           |   |                 |                 |                 |  |                                    |                 |                 |                 |  |
|  |                                  |                                                |                                    | 5                           |   |                 |                 |                 |  |                                    |                 |                 |                 |  |
|  |                                  |                                                | Bandera de la Provincia de Jujuy   | Independiente (J)           | 0 |                 |                 |                 |  |                                    |                 |                 |                 |  |
|  | Bandera de la Provincia de Jujuy | Independiente (J)                              | Bandera de la Provincia de Jujuy   | Independiente (J)           | 0 | 4               |                 |                 |  |                                    |                 |                 |                 |  |
|  | Bandera de la Provincia de Jujuy | Independiente (J)                              |                                    |                             |   |                 |                 |                 |  |                                    |                 |                 |                 |  |
|  | Bandera de la Provincia de Salta | Argentinos del Norte                           | 2                                  |                             |   |                 |                 |                 |  |                                    |                 |                 |                 |  |
|  | Bandera de la Provincia de Salta | Argentinos del Norte                           | 2                                  |                             |   |                 |                 |                 |  | Bandera de la Provincia de Tucumán | San Martín (T)  | 7               |                 |  |
|  |                                  |                                                |                                    |                             |   |                 |                 |                 |  | Bandera de la Provincia de Tucumán | San Martín (T)  | 7               |                 |  |
|  |                                  |                                                | Bandera de la Provincia de Tucumán | Sportivo Bella Vista        | 2 |                 |                 |                 |  |                                    |                 |                 |                 |  |
|  |                                  |                                                | Bandera de la Provincia de Tucumán | Sportivo Bella Vista        | 2 |                 |                 |                 |  |                                    |                 |                 |                 |  |
|  |                                  |                                                |                                    |                             |   |                 |                 |                 |  |                                    |                 |                 |                 |  |
|  |                                  |                                                |                                    |                             |   |                 |                 |                 |  |                                    |                 |                 |                 |  |
|  |                                  | Bandera de la Provincia de Santiago del Estero | Central Argentino (LB)             | 2                           |   |                 |                 |                 |  |                                    |                 |                 |                 |  |
|  |                                  |                                                |                                    | 2                           |   |                 |                 |                 |  |                                    |                 |                 |                 |  |
|  |                                  |                                                | Bandera de la Provincia de Tucumán | Sportivo Bella Vista (t.s.) | 3 |                 |                 |                 |  |                                    |                 |                 |                 |  |
|  |                                  |                                                | Bandera de la Provincia de Tucumán | Sportivo Bella Vista (t.s.) | 3 |                 |                 |                 |  |                                    |                 |                 |                 |  |
|  |                                  |                                                |                                    |                             |   |                 |                 |                 |  |                                    |                 |                 |                 |  |
|  |                                  |                                                |                                    |                             |   |                 |                 |                 |  |                                    |                 |                 |                 |  |
|  |                                  |                                                |                                    |                             |   |                 |                 |                 |  |                                    |                 |                 |                 |  |
|  |                                  |                                                |                                    |                             |   |                 |                 |                 |  |                                    |                 |                 |                 |  |

### Grupo B
Constituido por equipos de las provincias de Catamarca, Córdoba, La Rioja, Mendoza, San Juan y San Luis.
|  | Primera ronda                        | Primera ronda                       | Primera ronda                        |               |   | Segunda ronda   | Segunda ronda   | Segunda ronda   |  |                                    | Tercera ronda              | Tercera ronda   | Tercera ronda   |  |
|  | 14 de noviembre                      | 14 de noviembre                     | 14 de noviembre                      |               |   | 21 de noviembre | 21 de noviembre | 21 de noviembre |  |                                    | 28 de noviembre            | 28 de noviembre | 28 de noviembre |  |
|  |                                      |                                     |                                      |               |   |                 |                 |                 |  |                                    |                            |                 |                 |  |
|  |                                      |                                     |                                      |               |   |                 |                 |                 |  |                                    |                            |                 |                 |  |
|  |                                      |                                     |                                      |               |   |                 |                 |                 |  |                                    |                            |                 |                 |  |
|  |                                      |                                     |                                      |               |   |                 |                 |                 |  |                                    |                            |                 |                 |  |
|  |                                      |                                     |                                      |               |   |                 |                 |                 |  |                                    |                            |                 |                 |  |
|  |                                      | Bandera de la Provincia de Córdoba  | General Paz Juniors (t.s.)           | 6             |   |                 |                 |                 |  |                                    |                            |                 |                 |  |
|  |                                      |                                     |                                      | 6             |   |                 |                 |                 |  |                                    |                            |                 |                 |  |
|  |                                      |                                     | Bandera de la Provincia de Catamarca | Sarmiento (C) | 0 |                 |                 |                 |  |                                    |                            |                 |                 |  |
|  | Bandera de la Provincia de Catamarca | Sarmiento (C)                       | Bandera de la Provincia de Catamarca | Sarmiento (C) | 0 | 6               |                 |                 |  |                                    |                            |                 |                 |  |
|  | Bandera de la Provincia de Catamarca | Sarmiento (C)                       |                                      |               |   |                 |                 |                 |  |                                    |                            |                 |                 |  |
|  | Bandera de la Provincia de La Rioja  | Rioja Juniors                       | 0                                    |               |   |                 |                 |                 |  |                                    |                            |                 |                 |  |
|  | Bandera de la Provincia de La Rioja  | Rioja Juniors                       | 0                                    |               |   |                 |                 |                 |  | Bandera de la Provincia de Córdoba | General Paz Juniors (t.s.) | 9               |                 |  |
|  |                                      |                                     |                                      |               |   |                 |                 |                 |  | Bandera de la Provincia de Córdoba | General Paz Juniors (t.s.) | 9               |                 |  |
|  |                                      |                                     | Bandera de la Provincia de Mendoza   | Nacional VSP  | 6 |                 |                 |                 |  |                                    |                            |                 |                 |  |
|  |                                      |                                     | Bandera de la Provincia de Mendoza   | Nacional VSP  | 6 |                 |                 |                 |  |                                    |                            |                 |                 |  |
|  |                                      |                                     |                                      |               |   |                 |                 |                 |  |                                    |                            |                 |                 |  |
|  |                                      |                                     |                                      |               |   |                 |                 |                 |  |                                    |                            |                 |                 |  |
|  |                                      | Bandera de la Provincia de San Juan | San Martín (SJ)                      | 1             |   |                 |                 |                 |  |                                    |                            |                 |                 |  |
|  |                                      |                                     |                                      | 1             |   |                 |                 |                 |  |                                    |                            |                 |                 |  |
|  |                                      |                                     | Bandera de la Provincia de Mendoza   | Nacional VSP  | 2 |                 |                 |                 |  |                                    |                            |                 |                 |  |
|  | Bandera de la Provincia de San Luis  | Sportivo Estudiantes (SL)           | Bandera de la Provincia de Mendoza   | Nacional VSP  | 2 | 0               |                 |                 |  |                                    |                            |                 |                 |  |
|  | Bandera de la Provincia de San Luis  | Sportivo Estudiantes (SL)           |                                      |               |   |                 |                 |                 |  |                                    |                            |                 |                 |  |
|  | Bandera de la Provincia de Mendoza   | Nacional VSP                        | 6                                    |               |   |                 |                 |                 |  |                                    |                            |                 |                 |  |
|  | Bandera de la Provincia de Mendoza   | Nacional VSP                        | 6                                    |               |   |                 |                 |                 |  |                                    |                            |                 |                 |  |
|  |                                      |                                     |                                      |               |   |                 |                 |                 |  |                                    |                            |                 |                 |  |

### Grupo C
Con participantes de las provincias del Chaco, Corrientes, Entre Ríos y Santa Fe.
|  | Primera ronda                         | Primera ronda   | Primera ronda                     |          |                                     | Segunda ronda   | Segunda ronda   | Segunda ronda   |  |
|  | 14 de noviembre                       | 14 de noviembre | 14 de noviembre                   |          |                                     | 28 de noviembre | 28 de noviembre | 28 de noviembre |  |
|  |                                       |                 |                                   |          |                                     |                 |                 |                 |  |
|  |                                       |                 |                                   |          |                                     |                 |                 |                 |  |
|  | Bandera de la Provincia de Santa Fe   | Colón           | 3                                 |          |                                     |                 |                 |                 |  |
|  | Bandera de la Provincia de Santa Fe   | Colón           | 3                                 |          |                                     |                 |                 |                 |  |
|  | Bandera de la Provincia de Entre Ríos | Patronato       | 2                                 |          |                                     |                 |                 |                 |  |
|  | Bandera de la Provincia de Entre Ríos | Patronato       | 2                                 |          | Bandera de la Provincia de Santa Fe | Colón           | 1               |                 |  |
|  |                                       |                 |                                   |          | Bandera de la Provincia de Santa Fe | Colón           | 1               |                 |  |
|  |                                       |                 | Bandera de la Provincia del Chaco | Regional | 3                                   |                 |                 |                 |  |
|  | Bandera de la Provincia del Chaco     | Regional        | Bandera de la Provincia del Chaco | Regional | 3                                   | 5               |                 |                 |  |
|  | Bandera de la Provincia del Chaco     | Regional        |                                   |          |                                     | 5               |                 |                 |  |
|  | Bandera de la Provincia de Corrientes | Lipton          | 3                                 |          |                                     |                 |                 |                 |  |
|  | Bandera de la Provincia de Corrientes | Lipton          | 3                                 |          |                                     |                 |                 |                 |  |
|  |                                       |                 |                                   |          |                                     |                 |                 |                 |  |

### Grupo D
Compuesto por equipos de la provincia de Buenos Aires.
|  | Primera ronda                           | Primera ronda    | Primera ronda                           |               |                                         | Segunda ronda    | Segunda ronda   | Segunda ronda   |  |
|  | 14 de noviembre                         | 14 de noviembre  | 14 de noviembre                         |               |                                         | 28 de noviembre  | 28 de noviembre | 28 de noviembre |  |
|  |                                         |                  |                                         |               |                                         |                  |                 |                 |  |
|  |                                         |                  |                                         |               |                                         |                  |                 |                 |  |
|  | Bandera de la Provincia de Buenos Aires | Quilmes (MdP)    | 1                                       |               |                                         |                  |                 |                 |  |
|  | Bandera de la Provincia de Buenos Aires | Quilmes (MdP)    | 1                                       |               |                                         |                  |                 |                 |  |
|  | Bandera de la Provincia de Buenos Aires | Puerto Comercial | 2                                       |               |                                         |                  |                 |                 |  |
|  | Bandera de la Provincia de Buenos Aires | Puerto Comercial | 2                                       |               | Bandera de la Provincia de Buenos Aires | Puerto Comercial | 3               |                 |  |
|  |                                         |                  |                                         |               | Bandera de la Provincia de Buenos Aires | Puerto Comercial | 3               |                 |  |
|  |                                         |                  | Bandera de la Provincia de Buenos Aires | Sarmiento (J) | 0                                       |                  |                 |                 |  |
|  | Bandera de la Provincia de Buenos Aires | Tráfico          | Bandera de la Provincia de Buenos Aires | Sarmiento (J) | 0                                       | 1                |                 |                 |  |
|  | Bandera de la Provincia de Buenos Aires | Tráfico          |                                         |               |                                         | 1                |                 |                 |  |
|  | Bandera de la Provincia de Buenos Aires | Sarmiento (J)    | 4                                       |               |                                         |                  |                 |                 |  |
|  | Bandera de la Provincia de Buenos Aires | Sarmiento (J)    | 4                                       |               |                                         |                  |                 |                 |  |
|  |                                         |                  |                                         |               |                                         |                  |                 |                 |  |

### Grupo AFA
Participaron los 16 equipos de la Primera División.

#### Llave 1
|  | Primera ronda                           | Primera ronda           | Primera ronda                        |                   |                                 | Segunda ronda    | Segunda ronda   | Segunda ronda   |  |
|  | 12 de octubre                           | 12 de octubre           | 12 de octubre                        |                   |                                 | 11 de noviembre  | 11 de noviembre | 11 de noviembre |  |
|  |                                         |                         |                                      |                   |                                 |                  |                 |                 |  |
|  |                                         |                         |                                      |                   |                                 |                  |                 |                 |  |
|  | Bandera de la Ciudad de Rosario         | Newells Old Boys (t.s.) | 4                                    |                   |                                 |                  |                 |                 |  |
|  | Bandera de la Ciudad de Rosario         | Newells Old Boys (t.s.) | 4                                    |                   |                                 |                  |                 |                 |  |
|  | Bandera de la Ciudad de Buenos Aires    | Atlanta                 | 2                                    |                   |                                 |                  |                 |                 |  |
|  | Bandera de la Ciudad de Buenos Aires    | Atlanta                 | 2                                    |                   | Bandera de la Ciudad de Rosario | Newells Old Boys | 5               |                 |  |
|  |                                         |                         |                                      |                   | Bandera de la Ciudad de Rosario | Newells Old Boys | 5               |                 |  |
|  |                                         |                         | Bandera de la Ciudad de Buenos Aires | Chacarita Juniors | 0                               |                  |                 |                 |  |
|  | Bandera de la Ciudad de Buenos Aires    | Chacarita Juniors       | Bandera de la Ciudad de Buenos Aires | Chacarita Juniors | 0                               | 5                |                 |                 |  |
|  | Bandera de la Ciudad de Buenos Aires    | Chacarita Juniors       |                                      |                   |                                 | 5                |                 |                 |  |
|  | Bandera de la Provincia de Buenos Aires | Lanús                   | 1                                    |                   |                                 |                  |                 |                 |  |
|  | Bandera de la Provincia de Buenos Aires | Lanús                   | 1                                    |                   |                                 |                  |                 |                 |  |
|  |                                         |                         |                                      |                   |                                 |                  |                 |                 |  |

#### Llave 2
|  | Primera ronda                           | Primera ronda   | Primera ronda                        |          |                                      | Segunda ronda   | Segunda ronda   | Segunda ronda   |  |
|  | 12 de octubre                           | 12 de octubre   | 12 de octubre                        |          |                                      | 11 de noviembre | 11 de noviembre | 11 de noviembre |  |
|  |                                         |                 |                                      |          |                                      |                 |                 |                 |  |
|  |                                         |                 |                                      |          |                                      |                 |                 |                 |  |
|  | Bandera de la Ciudad de Buenos Aires    | Huracán         | 4                                    |          |                                      |                 |                 |                 |  |
|  | Bandera de la Ciudad de Buenos Aires    | Huracán         | 4                                    |          |                                      |                 |                 |                 |  |
|  | Bandera de la Provincia de Buenos Aires | Banfield        | 1                                    |          |                                      |                 |                 |                 |  |
|  | Bandera de la Provincia de Buenos Aires | Banfield        | 1                                    |          | Bandera de la Ciudad de Buenos Aires | Huracán         | 5               |                 |  |
|  |                                         |                 |                                      |          | Bandera de la Ciudad de Buenos Aires | Huracán         | 5               |                 |  |
|  |                                         |                 | Bandera de la Ciudad de Buenos Aires | Platense | 1                                    |                 |                 |                 |  |
|  | Bandera de la Ciudad de Buenos Aires    | Platense (t.s.) | Bandera de la Ciudad de Buenos Aires | Platense | 1                                    | 4               |                 |                 |  |
|  | Bandera de la Ciudad de Buenos Aires    | Platense (t.s.) |                                      |          |                                      | 4               |                 |                 |  |
|  | Bandera de la Ciudad de Buenos Aires    | Boca Juniors    | 3                                    |          |                                      |                 |                 |                 |  |
|  | Bandera de la Ciudad de Buenos Aires    | Boca Juniors    | 3                                    |          |                                      |                 |                 |                 |  |
|  |                                         |                 |                                      |          |                                      |                 |                 |                 |  |

#### Llave 3
|  | Primera ronda                           | Primera ronda           | Primera ronda                           |                  |                                      | Segunda ronda   | Segunda ronda   | Segunda ronda   |  |
|  | 12 de octubre                           | 12 de octubre           | 12 de octubre                           |                  |                                      | 11 de noviembre | 11 de noviembre | 11 de noviembre |  |
|  |                                         |                         |                                         |                  |                                      |                 |                 |                 |  |
|  |                                         |                         |                                         |                  |                                      |                 |                 |                 |  |
|  | Bandera de la Ciudad de Buenos Aires    | San Lorenzo             | 4                                       |                  |                                      |                 |                 |                 |  |
|  | Bandera de la Ciudad de Buenos Aires    | San Lorenzo             | 4                                       |                  |                                      |                 |                 |                 |  |
|  | Bandera de la Ciudad de Buenos Aires    | River Plate             | 2                                       |                  |                                      |                 |                 |                 |  |
|  | Bandera de la Ciudad de Buenos Aires    | River Plate             | 2                                       |                  | Bandera de la Ciudad de Buenos Aires | San Lorenzo     | 3               |                 |  |
|  |                                         |                         |                                         |                  | Bandera de la Ciudad de Buenos Aires | San Lorenzo     | 3               |                 |  |
|  |                                         |                         | Bandera de la Provincia de Buenos Aires | Estudiantes (LP) | 2                                    |                 |                 |                 |  |
|  | Bandera de la Provincia de Buenos Aires | Estudiantes (LP) (t.s.) | Bandera de la Provincia de Buenos Aires | Estudiantes (LP) | 2                                    | 4               |                 |                 |  |
|  | Bandera de la Provincia de Buenos Aires | Estudiantes (LP) (t.s.) |                                         |                  |                                      | 4               |                 |                 |  |
|  | Bandera de la Provincia de Buenos Aires | Racing Club             | 2                                       |                  |                                      |                 |                 |                 |  |
|  | Bandera de la Provincia de Buenos Aires | Racing Club             | 2                                       |                  |                                      |                 |                 |                 |  |
|  |                                         |                         |                                         |                  |                                      |                 |                 |                 |  |

#### Llave 4
|  | Primera ronda                           | Primera ronda           | Primera ronda                           |                         |                                         | Segunda ronda   | Segunda ronda   | Segunda ronda   |  |
|  | 12 de octubre                           | 12 de octubre           | 12 de octubre                           |                         |                                         | 11 de noviembre | 11 de noviembre | 11 de noviembre |  |
|  |                                         |                         |                                         |                         |                                         |                 |                 |                 |  |
|  |                                         |                         |                                         |                         |                                         |                 |                 |                 |  |
|  | Bandera de la Provincia de Buenos Aires | Independiente (t.s.)    | 4                                       |                         |                                         |                 |                 |                 |  |
|  | Bandera de la Provincia de Buenos Aires | Independiente (t.s.)    | 4                                       |                         |                                         |                 |                 |                 |  |
|  | Bandera de la Ciudad de Rosario         | Rosario Central         | 3                                       |                         |                                         |                 |                 |                 |  |
|  | Bandera de la Ciudad de Rosario         | Rosario Central         | 3                                       |                         | Bandera de la Provincia de Buenos Aires | Independiente   | 4               |                 |  |
|  |                                         |                         |                                         |                         | Bandera de la Provincia de Buenos Aires | Independiente   | 4               |                 |  |
|  |                                         |                         | Bandera de la Provincia de Buenos Aires | Gimnasia y Esgrima (LP) | 2                                       |                 |                 |                 |  |
|  | Bandera de la Provincia de Buenos Aires | Gimnasia y Esgrima (LP) | Bandera de la Provincia de Buenos Aires | Gimnasia y Esgrima (LP) | 2                                       | 5               |                 |                 |  |
|  | Bandera de la Provincia de Buenos Aires | Gimnasia y Esgrima (LP) |                                         |                         |                                         | 5               |                 |                 |  |
|  | Bandera de la Ciudad de Buenos Aires    | Ferro Carril Oeste      | 1                                       |                         |                                         |                 |                 |                 |  |
|  | Bandera de la Ciudad de Buenos Aires    | Ferro Carril Oeste      | 1                                       |                         |                                         |                 |                 |                 |  |
|  |                                         |                         |                                         |                         |                                         |                 |                 |                 |  |

## Fases finales

### Cuadro de desarrollo
|  | Cuartos de final                        | Cuartos de final      | Cuartos de final                     |                     |                                      | Semifinales           | Semifinales           | Semifinales           | Semifinales           |  |                                      | Final           | Final           | Final           |  |
|  | 12 al 14 de diciembre                   | 12 al 14 de diciembre | 12 al 14 de diciembre                |                     |                                      | 16 al 19 de diciembre | 16 al 19 de diciembre | 16 al 19 de diciembre | 16 al 19 de diciembre |  |                                      | 21 de diciembre | 21 de diciembre | 21 de diciembre |  |
|  |                                         |                       |                                      |                     |                                      |                       |                       |                       |                       |  |                                      |                 |                 |                 |  |
|  |                                         |                       |                                      |                     |                                      |                       |                       |                       |                       |  |                                      |                 |                 |                 |  |
|  | Bandera de la Ciudad de Buenos Aires    | San Lorenzo           | 4                                    |                     |                                      |                       |                       |                       |                       |  |                                      |                 |                 |                 |  |
|  | Bandera de la Ciudad de Buenos Aires    | San Lorenzo           | 4                                    |                     |                                      |                       |                       |                       |                       |  |                                      |                 |                 |                 |  |
|  | Bandera de la Provincia de Buenos Aires | Puerto Comercial      | 1                                    |                     |                                      |                       |                       |                       |                       |  |                                      |                 |                 |                 |  |
|  | Bandera de la Provincia de Buenos Aires | Puerto Comercial      | 1                                    |                     | Bandera de la Ciudad de Buenos Aires | San Lorenzo           | 2                     | 2                     |                       |  |                                      |                 |                 |                 |  |
|  |                                         |                       |                                      |                     | Bandera de la Ciudad de Buenos Aires | San Lorenzo           | 2                     | 2                     |                       |  |                                      |                 |                 |                 |  |
|  |                                         |                       | Bandera de la Ciudad de Buenos Aires | Huracán             | 2                                    | 1                     |                       |                       |                       |  |                                      |                 |                 |                 |  |
|  | Bandera de la Ciudad de Buenos Aires    | Huracán               | Bandera de la Ciudad de Buenos Aires | Huracán             | 2                                    | 1                     | 7                     |                       |                       |  |                                      |                 |                 |                 |  |
|  | Bandera de la Ciudad de Buenos Aires    | Huracán               |                                      |                     |                                      |                       |                       |                       |                       |  |                                      |                 |                 |                 |  |
|  | Bandera de la Provincia del Chaco       | Regional              | 0                                    |                     |                                      |                       |                       |                       |                       |  |                                      |                 |                 |                 |  |
|  | Bandera de la Provincia del Chaco       | Regional              | 0                                    |                     |                                      |                       |                       |                       |                       |  | Bandera de la Ciudad de Buenos Aires | San Lorenzo     | 8               |                 |  |
|  |                                         |                       |                                      |                     |                                      |                       |                       |                       |                       |  | Bandera de la Ciudad de Buenos Aires | San Lorenzo     | 8               |                 |  |
|  |                                         |                       | Bandera de la Ciudad de Córdoba      | General Paz Juniors | 3                                    |                       |                       |                       |                       |  |                                      |                 |                 |                 |  |
|  | Bandera de la Ciudad de Córdoba         | General Paz Juniors   | Bandera de la Ciudad de Córdoba      | General Paz Juniors | 3                                    | 3                     |                       |                       |                       |  |                                      |                 |                 |                 |  |
|  | Bandera de la Ciudad de Córdoba         | General Paz Juniors   |                                      |                     |                                      |                       |                       |                       |                       |  |                                      |                 |                 |                 |  |
|  | Bandera de la Ciudad de Rosario         | Newells Old Boys      | 2                                    |                     |                                      |                       |                       |                       |                       |  |                                      |                 |                 |                 |  |
|  | Bandera de la Ciudad de Rosario         | Newells Old Boys      | 2                                    |                     | Bandera de la Ciudad de Córdoba      | General Paz Juniors   | 5                     | -                     |                       |  |                                      |                 |                 |                 |  |
|  |                                         |                       |                                      |                     | Bandera de la Ciudad de Córdoba      | General Paz Juniors   | 5                     | -                     |                       |  |                                      |                 |                 |                 |  |
|  |                                         |                       | Bandera de la Provincia de Tucumán   | San Martín (T)      | 4                                    | -                     |                       |                       |                       |  |                                      |                 |                 |                 |  |
|  | Bandera de la Provincia de Tucumán      | San Martín (T)        | Bandera de la Provincia de Tucumán   | San Martín (T)      | 4                                    | -                     | 2                     |                       |                       |  |                                      |                 |                 |                 |  |
|  | Bandera de la Provincia de Tucumán      | San Martín (T)        |                                      |                     |                                      |                       |                       |                       |                       |  |                                      |                 |                 |                 |  |
|  | Bandera de la Provincia de Buenos Aires | Independiente         | 0                                    |                     |                                      |                       |                       |                       |                       |  |                                      |                 |                 |                 |  |
|  | Bandera de la Provincia de Buenos Aires | Independiente         | 0                                    |                     |                                      |                       |                       |                       |                       |  |                                      |                 |                 |                 |  |
|  |                                         |                       |                                      |                     |                                      |                       |                       |                       |                       |  |                                      |                 |                 |                 |  |

### Cuartos de final
| 12 de diciembre | San Lorenzo                                         | 4:1 (4:1) | Puerto Comercial | Estadio Chacarita Juniors, Buenos Aires                               |                                                                       |
|                 | Martino 5' 13' (pen.) · Etchepare 26' · Borgnia 40' |           | Ursino 35'       | Asistencia: Sin datos sobre espectadores Árbitro(s): Humberto Dottori | Asistencia: Sin datos sobre espectadores Árbitro(s): Humberto Dottori |

| 14 de diciembre | Huracán                                   | 7:0 | Regional | Estadio El Gasómetro, Buenos Aires                          |                                                             |
|                 | Méndez · Salvini · Unzué · Simes · Sbarra |     |          | Asistencia: 6 000 espectadores Árbitro(s): J. Belasercovsky | Asistencia: 6 000 espectadores Árbitro(s): J. Belasercovsky |

### Semifinales
| 16 de diciembre                                         | San Lorenzo                 | 2:2 (0:2) (t. s.) | Huracán                | Estadio Chacarita Juniors, Buenos Aires                             |                                                                     |
|                                                         | Etchepare 53' · Tablada 63' |                   | Salvini 17' 39' (pen.) | Asistencia: Sin datos sobre espectadores Árbitro(s): Osvaldo Cossio | Asistencia: Sin datos sobre espectadores Árbitro(s): Osvaldo Cossio |
| Suspendido a los 126'. Se jugó un partido de desempate. |                             |                   |                        |                                                                     |                                                                     |

| 19 de diciembre | San Lorenzo            | 2:1 (0:1) | Huracán    | Estadio Chacarita Juniors, Buenos Aires                   |                                                           |
|                 | Martino 51' (pen.) 77' |           | Guerra 42' | Asistencia: 15 000 espectadores Árbitro(s): Eduardo Forte | Asistencia: 15 000 espectadores Árbitro(s): Eduardo Forte |

| 16 de diciembre | General Paz Juniors                                                      | 5:4 (3:0) (t. s.) | San Martín (T)                        | Estadio El Gasómetro, Buenos Aires                                     |                                                                        |
|                 | Ricardo Zuliani 2' 108' 119' · Alfredo Guerini 9' · Francisco García 15' |                   | Anotado · Anotado · Anotado · Anotado | Asistencia: Sin datos sobre espectadores Árbitro(s): Juan José Alvarez | Asistencia: Sin datos sobre espectadores Árbitro(s): Juan José Alvarez |

### Final
|            | POR        | Luis Heredia               |  |
|            | DEF        | Ángel Zubieta              |  |
|            | DEF        | Eduardo Crespi             |  |
|            | DEF        | Isidro D´Addario           |  |
|            | DEF        | Juan Gosende               |  |
|            | MED        | Bartolomé Colombo          |  |
|            | MED        | Héctor Tablada             |  |
|            | MED        | Rinaldo Fioramonte Martino |  |
|            | DEL        | Alfredo Borgnia            |  |
|            | DEL        | Tomas Etchepare            |  |
|            | DEL        | Luis Mariani               |  |
| Entrenador | Entrenador | Diego García               |  |

|            | POR        | José Molinolo     |  |
|            | DEF        | Rodolfo Rosales   |  |
|            | DEF        | Ricardo Capozucca |  |
|            | DEF        | Antonio Gil       |  |
|            | DEF        | Pedro Moyano      |  |
|            | MED        | Rafael Belusci    |  |
|            | MED        | Carlos Lacasia    |  |
|            | MED        | Ricardo Zuliani   |  |
|            | MED        | Alfredo Guerini   |  |
|            | DEL        | Humberto Martínez |  |
|            | DEL        | Francisco García  |  |
| Entrenador | Entrenador | -                 |  |

| Anotado | 4'  | Ricardo Capozucca          | 1-0 |
| Anotado | 22' | Alfredo Borgnia            | 2-0 |
| Anotado | 26' | Luis Mariani               | 3-0 |
| Anotado | 19' | Rinaldo Fioramonte Martino | 4-0 |
| Anotado | 38' | Rinaldo Fioramonte Martino | 5-0 |
| Anotado | 76' | Tomas Etchepare            | 6-2 |
| Anotado | 78' | Luis Mariani               | 7-2 |
| Anotado | 90' | Tomas Etchepare            | 8-3 |

| Anotado | 46' | Alfredo Guerini | 5-1 |
| Anotado | 70' | Carlos Lacasia  | 5-2 |
| Anotado | 88' | Alfredo Guerini | 7-3 |

| Árbitro | Eduardo Forte |

|            | POR        | Luis Heredia               |  |
|            | DEF        | Ángel Zubieta              |  |
|            | DEF        | Eduardo Crespi             |  |
|            | DEF        | Isidro D´Addario           |  |
|            | DEF        | Juan Gosende               |  |
|            | MED        | Bartolomé Colombo          |  |
|            | MED        | Héctor Tablada             |  |
|            | MED        | Rinaldo Fioramonte Martino |  |
|            | DEL        | Alfredo Borgnia            |  |
|            | DEL        | Tomas Etchepare            |  |
|            | DEL        | Luis Mariani               |  |
| Entrenador | Entrenador | Diego García               |  |

|            | POR        | José Molinolo     |  |
|            | DEF        | Rodolfo Rosales   |  |
|            | DEF        | Ricardo Capozucca |  |
|            | DEF        | Antonio Gil       |  |
|            | DEF        | Pedro Moyano      |  |
|            | MED        | Rafael Belusci    |  |
|            | MED        | Carlos Lacasia    |  |
|            | MED        | Ricardo Zuliani   |  |
|            | MED        | Alfredo Guerini   |  |
|            | DEL        | Humberto Martínez |  |
|            | DEL        | Francisco García  |  |
| Entrenador | Entrenador | -                 |  |

| Anotado | 4'  | Ricardo Capozucca          | 1-0 |
| Anotado | 22' | Alfredo Borgnia            | 2-0 |
| Anotado | 26' | Luis Mariani               | 3-0 |
| Anotado | 19' | Rinaldo Fioramonte Martino | 4-0 |
| Anotado | 38' | Rinaldo Fioramonte Martino | 5-0 |
| Anotado | 76' | Tomas Etchepare            | 6-2 |
| Anotado | 78' | Luis Mariani               | 7-2 |
| Anotado | 90' | Tomas Etchepare            | 8-3 |

| Anotado | 46' | Alfredo Guerini | 5-1 |
| Anotado | 70' | Carlos Lacasia  | 5-2 |
| Anotado | 88' | Alfredo Guerini | 7-3 |

| Árbitro | Eduardo Forte |

| Campeón San Lorenzo 1.er título |